# D'Déé
D'Déé dit aussi Hot d'Déé, ou André Trisot de son nom à l'état-civil est un danseur et chorégraphe français né le 9 mars 1928 à Paris et mort le 25 juillet 2016, à Prades (Pyrénées-Orientales).

## Biographie
Né de parents martiniquais, D'Déé s'est fait connaitre pendant la période d'après-guerre à Saint-Germain-des-Près, pendant laquelle il était un danseur réputé de bebop au club le Tabou, ou au caveau des Lorientais.
Ami du couple Boris Vian et Ursula Kübler, il anime des spectacles de Jazz, et part avec Boris Vian en tournée. Celui-ci lui dédie une notice dans le Manuel de Saint-Germain-des-Prés.
En 1981, il co-fonde avec Ursula Kübler, dont il est le conseil, la Fond'action Boris Vian. Il a préfacé ou annoté plusieurs des ré-éditions de Boris Vian dont L'Équarrissage pour tous avec un article intitulé Avant les trois coups.

## Vian sur D'Déé
« Un teint de jais, mince et souple, haut comme trois pommes. Il peut danser une heure sans donner un signe de fatigue. Suzanne, qui lui est parfaitement assortie, est couturière.[...] Sans aucun doute, les meilleurs danseurs qui se soient jamais produits dans une cave ; étaient déjà bien connus du temps des Lorientais. »

— Boris Vian, Manuel de Saint-Germain-des-Prés, 1950

## Chorégraphies, danses, et mises en scène
- 1949 : Je n'aime que toi, Danseur pour le film

- 2004 : Sonnets de Shakespeare (mise en scène)[10].